# Michele Borghetti
Michele Borghetti (né le 13 mars 1973 à Livourne) est un joueur de dames italien qui pratique les dames internationales, italiennes et anglaises.
Borghetti devient en 1989 le plus jeune joueur italien à détenir un titre de maître à la fois en dames italiennes et en dames internationales, variantes les plus pratiquées dans le pays.
Il a obtenu le titre de champion du monde de dames anglaises à la fois dans la variante à ouverture tirée au sort (en 2016) et à ouverture libre (entre 2013 et 2017).

## Carrière

### Dames italiennes
En 1992 il remporte pour la première fois le championnat d'Italie (it), qu'il gagne de nouveau en 1993, 1995, 1997 et sept fois consécutivement de 1999 à 2005. Il cesse alors d'y participer jusqu'en 2014, date à laquelle il récupère le titre, et encore une fois en 2015.
Il détient également le record de la plus grande partie simultanée à l'aveugle en ayant joué en 2003 contre 23 adversaires (17 victoires, 6 nulles).

### Dames internationales
En 1991 il remporte le championnat d'Italie (it), titre qu'il remporte de nouveau en 2004, 2005, 2013 et 2016. C'est le premier joueur depuis 1969 à remporter la même année le titre de champion d'Italie dans deux variantes différentes.
De 2004 à 2006 il a également participé à des compétitions aux Pays-Bas.

### Dames anglaises
En 2011 il dispute le match pour le championnat du monde de dames anglaises, c'est le premier Italien à atteindre ce stade de la compétition.
En 2012, il remporte à Lille la médaille d'or aux Jeux mondiaux des sports de l'esprit à l'épreuve de dames anglaises, ce qui lui donne la possibilité de participer au match de 2013 pour obtenir le titre de champion du monde, titre qu'il obtient dans la catégorie "3 coups".
Il conserve son titre à l'édition suivante.
En 2016 il remporte aussi le championnat du monde de dames anglaises à ouverture libre en battant son compatriote Sergio Scarpetta (it). En 2017 il remporte aussi la première édition du championnat d'Europe.